# Жанна (посёлок при станции)
Жа́нна — посёлок при станции в Могочинском районе Забайкальского края (Россия). Входит в городское поселение «Амазарское».

## География
Иногда село указывается в источниках как «посёлок при станции» или просто «посёлок», при этом имеется в виду станция Жанна. Большая его часть лежит при железной дороге, с другой стороны проходит федеральная трасса «Амур», расстояние до которой от домов села составляет несколько километров. В относительной близости от села проходит административная граница Забайкальского края и Амурской области.

## Население
| 1989 | 2002 | 2010 | 2021 |
| ---- | ---- | ---- | ---- |
| 64   | ↗95  | ↘93  | ↘37  |

## Транспорт
Имеется железнодорожная станция Жанна (ранее — разъезд № 25). Старожилы рассказывают, что своё имя она получила в честь девушки, приехавшей в тайгу вместе с геологами и ставшей жертвой медведя. Станция электрифицирована, на ней построены ретранслятор и несколько жилых построек. Пассажирского движения по станции нет.
Рядом с селом проходит дорога Р-297 (трасса «Амур»).

## Преступность
Около села произошло убийство и было найдено сожжённое тело нижегородского байкера, убитого 16 августа 2010 года. Преступление вызвало мощный резонанс, так как другие байкеры распространили информацию о нём и информировали власти и журналистов в Москве. Кафе, около которого напали на убитого, было сожжено. Двое преступников были задержаны и впоследствии осуждены.